# Anselmus van Hulle
Anselmus van Hulle (Gent, 1601) was een Vlaams kunstschilder. Van Hulle schilderde vooral religieuze taferelen en portretten en genoot hoog aanzien aan de Europese Hoven. In 1647 werkte hij voor Prins Frederik Hendrik van Oranje die hem naar Münster stuurde voor het portretteren van de onderhandelaars van de Vrede van Münster. Later werd hij hofschilder van keizer Ferdinand III. Hij werd in de adelstand verheven. Van zijn hand zijn de vijf grote ruiterportretten uit 1647, in de Troonzaal van het Amsterdamse Paleis op de Dam.  

## Familie
Anselmus van Hulle is gedoopt op 23 juli 1601 in de Sint-Baafsparochie te Gent als zoon van Egidius van Hulle. Peter is Ancelmus Bede, meter Katharina van Hulle. Hij trouwt op 14 december 1631 met Livina van Thuyne. Samen krijgen ze 4 kinderen, allen gedoopt te Sint-Baafs:
- Lievine, gedoopt op 17 februari 1635
- Anselme, gedoopt op 28 februari 1636
- Pierre, gedoopt op 11 september 1638
- Jeanne Marie, gedoopt op 19 juni 1642; haar peter is de schilder Nicolas de Liedemaecker, dictus Roose; meter is Jeanne van Liebeke.

## Werk

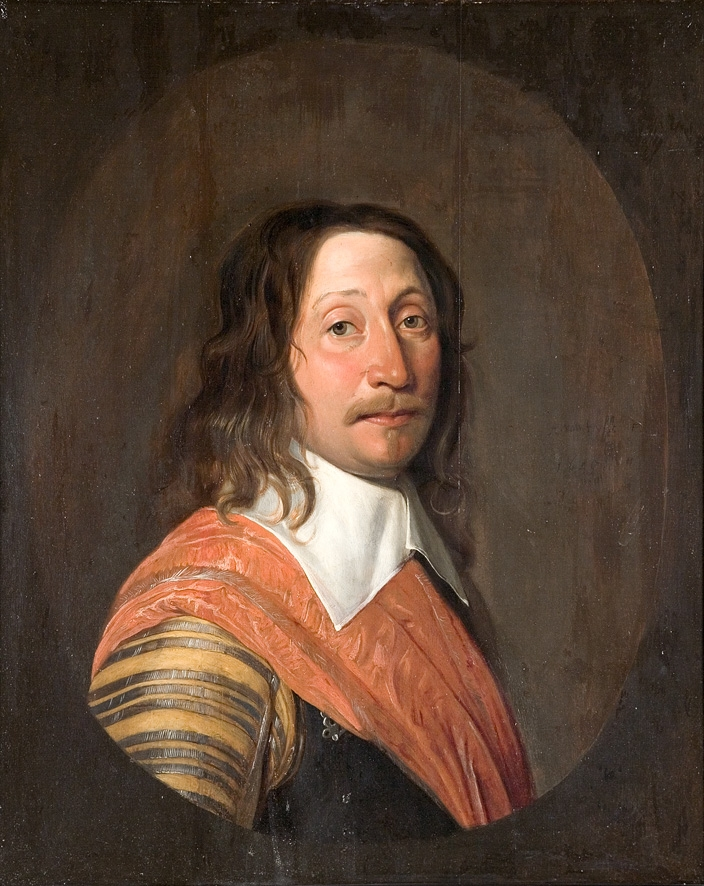
Portret van Geleyn Loncque door Anselmus van Hulle. Collectie: Zeeuws maritiem muZEEum.
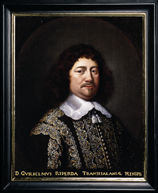
Willem Ripperda
Anna Margareta von Haugwitz door Van Hulle, Skokloster
Prinses Christina van Zweden, gravure naar schilderij van Van Hulle
Lodewijk XIV van Frankrijk

- Biblioteca Nacional de España: XX1501638
- Bibliothèque nationale de France: cb14965913j (data)
- Biografisch Portaal: 34923777
- Gemeinsame Normdatei: 123989582
- International Standard Name Identifier: 0000 0001 2347 7475
- KulturNav: 88ac24d1-8847-49db-86e3-a61be4b19a3e
- Nederlandse Thesaurus van Auteursnamen: 069811784
- RKD-Nederlands Instituut voor Kunstgeschiedenis: 40503
- Système universitaire de documentation: 171150651
- Union List of Artist Names: 500006943
- Virtual International Authority File: 5201714
- WorldCat: E39PCjCCkwxBKcKcgmyX6Gh6Td